# ناحية المشرح
ناحية المشرح وهي إحدى النواحي التابعة لقضاء الكحلاء في محافظة ميسان في جنوب شرق العراق. وقد سميت هذه البلدة بالمشرح أو (الحلفايه) سابقا لأن النهر الذي تقع على ضفافه هذه المدينة شرح من نهر دجلة ولكثرة نباتات الحلفا فيها آنذاك. عند الاحتلال البريطاني للعراق تحولت الحلفاية إلى ناحية بالأسم نفسه عام 1920 وعين لها أول مدير ناحية هو منيع حسن العكيلي. وفي عام 1924 صدرت الإدارة الملكية أمرا بتسميتها (المشرح) بدل الحلفاية.